# 시치텐핫키☆시조슈기!
《칠전팔기☆지상주의!》(七轉八起☆至上主義! 시치텐핫키 시조슈기[*])는 KOTOKO의 9번째 싱글 앨범이다. 특히 트랙1의 '칠전팔기☆지상주의!'는 애니메이션 하야테처럼!의 3,4기 오프닝곡으로도 사용되었다.

## 수록곡
1. 칠전팔기☆지상주의! (七轉八起☆至上主義!)
아티스트 : KOTOKO. 작곡/편곡 : C.G mix
2. scene
아티스트 : KOTOKO. 작곡/편곡 : 타카세 카즈야
3. 칠전팔기☆지상주의 ~Off vocal
4. scene ~Off vocal

## 같이 보기
- 하야테처럼! (애니메이션)
- 하야테처럼! (음반)(애니메이션 하야테처럼!의 1,2기 오프닝 수록곡)